# Schlingenbach (Agger)
Der Schlingenbach ist ein etwas über 6 Kilometer langer, orografisch linker Zufluss der Agger in Nordrhein-Westfalen, der durch Overath im Rheinisch-Bergischen Kreis verläuft und dabei teilweise die Grenze zu Engelskirchen im Oberbergischen Kreis markiert.

## Geographie

### Verlauf
Die Quelle des Schlingenbachs liegt an der Nordostflanke des Kleinen Heckbergs auf einer Höhe von 323 m ü. NN.
Die nächste Ortschaft Federath liegt etwa 1 km südwestlich der Quelle. Von der Quelle aus fließt der Bach vorrangig in westliche Richtung, wobei er mehrfach die Richtung wechselt, um die umliegenden Berge zu umfließen. Rechts- und linksseitig nimmt der Schlingenbach die von diesen Höhen abfließenden kleineren Bäche auf.
Ohne auf seinem Weg Ortschaften zu berühren, mündet der Bach gegenüber von Vilkerath auf 108 m ü. NN von links in die Agger.
Der etwa 6,2 km lange Lauf des Schlingenbachs  endet ungefähr 215 Höhenmeter unterhalb der Quelle seines Oberlaufs Schlingenbachsiefen, er hat somit ein mittleres Sohlgefälle von circa 34,7 ‰.

### Zuflüsse
Zuflüsse von der Quelle bis zur Mündung. Längen nach TIM oder Eigenmessung
- Schlingenbachsiefen (linker Quellbach), 1,0 km
- Schalker Siefen (rechter Quellbach), 1,2 km
- Kaldauer Siefen (links), 0,4 km[4]
- Erlensiefen (rechts), 0,5 km[4]
- Hülsener Siefen (rechts), 0,4 km[4]
- Komichsbach (links), 1,4 km
- Krahwinkler Siefen (links), 1,2 km
- Dahler Siefen (links), 0,8 km[4]
- Rottlandsiefen (rechts), 1,4 km
- Erlensiefen (links), 1,2 km
- Hofsiefen (links), 0,3 km[4]
- Hellsiefen (rechts), 0,2 km[4]

## Naturschutz
Mit Ausnahme eines kurzen Abschnitts nordöstlich der Overather Ortslage Schlingenthal liegt der gesamte Bachlauf vom Quellbereich bis zur Mündung innerhalb des Naturschutzgebiets Schlingenbachtal, das auch kleinere Zuflüsse und angrenzende Bereiche umfasst. In einem weiteren Abschnitt zwischen Schlingenthal und der Engelskirchener Ortslage Niederhof bildet der mäandrierende Bach die Gemeindegrenze und gleichzeitig die Grenze zwischen dem Rheinisch-Bergischen Kreis und dem Oberbergischen Kreis. Auf Engelskirchener Seite besteht dort das Naturschutzgebiet Oberes Schlingenbachtal (NSG GM-070).

## Verkehr
Das Schlingenbachtal ist weitgehend frei von Verkehrswegen. Nur auf dem letzten Kilometer verläuft im Tal die Kreisstraße 37. Kurz vor der Mündung  wird das Tal von der 230 m langen Schlingenbachbrücke überquert. Über diese Brücke führt die Autobahn A4.